# Greenpilot
Greenpilot – Die Seite für Wissenschaft & Leben (eigene Schreibweise auch: GREENPILOT) war eine virtuelle Fachbibliothek, die Fachinformationen im Internet auf den Gebieten Ernährung, Umwelt und Agrar in einem Internetportal unter einer einheitlichen Oberfläche zur Recherche bereitstellt. Das Angebot wurde von der Deutschen Zentralbibliothek für Medizin (ZB MED) betrieben, wo auch die zugehörigen Fächer als Sondersammelgebiete im Rahmen eines Projekts der DFG betreut werden. Mittlerweile ist das Portal in Livivo aufgegangen.

## Zielsetzung
Das Angebot konnte von jedermann wahrgenommen werden. 
Das Portal erschloss fachbezogene Datenbanken, Bibliothekskataloge und Internetseiten und machte sie unter einer einheitlichen Weboberfläche zugänglich.

## Technische Basis
Die Portalsoftware wurde von der ZB MED in Perl selbst entwickelt.
Die darin eingebundene Suchfunktion basierte auf einer technischen Lösung, die vom Unternehmen Averbis GmbH entwickelt wurde und unter dem Produktnamen „Averbis Search Platform“ firmierte. Funktional handelte es sich um eine fachspezifische Suchmaschinentechnologie, in deren Mittelpunkt die semantische Verknüpfung von Suchbegriffen mittels definierter Vokabulare stand. Die Rechercheergebnisse wurden aus einem Suchindex erzeugt.
Darüber hinaus bestand die Möglichkeit, über einen weiteren Klick für weitere nicht im Index enthaltenen Datenbanken eine Metasuche durchzuführen. Diese Recherche basierte nicht auf einem gemeinsamen Suchindex, sondern auf den individuellen Rückmeldungen der einzelnen Datenbanken. 
Auf Grund der unterschiedlichen Möglichkeiten von Indexsuche und Metasuche war es nicht möglich, diese in der Bedienoberfläche vollständig zu integrieren.
Die Suchmaske konnte in andere Webseiten eingebunden werden.

## Inhalte
Greenpilot führte unter einer einheitlichen Rechercheoberfläche eine Reihe unterschiedlicher Quellen zusammen, darunter nationale und internationale Fachdatenbanken, Kataloge nationaler Spezialbibliotheken, Volltexte aus frei verfügbaren Fachzeitschriften sowie Informationen aus ca. 1.000 fachlich geprüfte Webseiten. Bei einer Recherche konnten neben den OPACs der ZB MED auch weitere Kataloge von Instituten und Universitäten sowie die Kataloge des Gemeinsamen Bibliotheksverbunds GBV und der Deutschen Zentralbibliothek für Wirtschaftswissenschaften (ZBW) abgefragt werden. Daneben standen bibliographische Datenbanken bereit, insbesondere MEDLINE, ELFIS und UNFORDAT/ULIDAT. Eine Verknüpfung zur Elektronischen Zeitschriftenbibliothek EZB für den Zugriff auf Volltexte sowie auf den OPAC der Technischen Informationsbibliothek TIB bestand nur in der Metasuche.
Es standen eine einfache und eine erweiterte Suche zur Verfügung. Nachgewiesene Medien konnten über den Dokumentlieferdienst der ZB MED bestellt werden. Über die Elektronische Zeitschriftenbibliothek konnte man direkt auf Volltexte online zugreifen.
Die Benutzer konnten sich kostenlos ein eigenes Konto einrichten, um ihre Bedienung zu personalisieren (My Greenpilot). Auf diese Weise stand eine Übersicht über die Dokumentbestellungen und die elektronische Verwaltung der Kundendaten zur Verfügung.

## Auszeichnung
Im Jahr 2009 wurde Greenpilot zu einem „ausgewählten Ort“ im Wettbewerb Deutschland – Land der Ideen ernannt.

## Sonstiges
Um mit den Benutzern in Kontakt zu treten, betrieb Greenpilot Konten auf sozialen Netzwerken.